# Monticello Township (Iowa)
Monticello Township est un township du comté de Jones en Iowa, aux États-Unis.
Il est fondé en 1847.

## Source de la traduction
- (en) Cet article est partiellement ou en totalité issu de l’article de Wikipédia en anglais intitulé « Monticello Township, Jones County, Iowa » (voir la liste des auteurs).